# Mus terricolor
Mus terricolor es una especie de mamífero roedor de la familia de los múridos.

## Distribución geográfica
Se encuentra en la India, y posiblemente en Indonesia, Nepal y Pakistán.